# Pantar

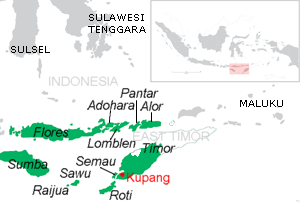
Bản đồ các đảo Đông Nusa Tenggara, bao gồm cả đảo Pantar.

Pantar (tiếng Indonesia: Pulau Pantar) là đảo lớn thứ hai trong nhóm đảo gọi là quần đảo Alor thuộc Indonesia, chỉ sau đảo Alor. Về phía đông của đảo này là đảo Alor và các đảo nhỏ khác trong quần đảo này, như Buaya, Ternate, Kumba, Treweng; về phía tây là eo biển Alor, chia tách nó ra khỏi quần đảo Solor. Về phía nam là vùng biển thuộc eo biển Ombai, và cách xa nó khoảng 75 km là đảo Timor. Về phía bắc là biển Banda. Đảo này theo chiều bắc-nam dài khoảng 50 km, và chiều rộng theo hướng tây-đông nằm trong khoảng từ 11 tới 29 km. Diện tích của nó khoảng 728 km². Các thị trấn chính trên đảo là Baranusa và Kabir. Về mặt hành chính, đảo này là một phần của nhiếp chính Alor.
Đảo này về mặt địa lý bao gồm 2 khu vực khác biệt. Phần phía đông chủ yếu là các dải đồi núi thấp có cao độ trung bình tới 600 m, phủ đầy cây cỏ, dốc đứng xuống vùng bờ biển của eo biển Alor ở miền tây. Phần phía tây tương đối bằng phẳng, bao gồm một vùng bình nguyên thoải đều về phía tây từ núi lửa hiện vẫn còn hoạt động là đỉnh Sirung có độ cao 900 m ở phía nam của đảo. Phần phía tây này khô cằn hơn và cũng ít cư dân sinh sống hơn so với phần phía đông. Do độ cao tương đối thấp hơn so với đảo Alor nên đảo Pantar về tổng thể là khô cằn hơn so với đảo Alor. Mùa khô của đảo này cũng kéo dài hơn, xen kẽ với những trận mưa to trong mùa mưa, với đỉnh điểm trong giai đoạn từ tháng 1 tới tháng 2.
Kinh tế trên đảo chủ yếu là nông nghiệp tự cung tự cấp và đánh cá. Các cây trồng cơ bản là lúa, ngô và sắn. Chúng được thu hoạch trong tháng 4 và được lưu giữ để sử dụng cho tới hết mùa khô. Các sản phẩm dư thừa được sử dụng để trao đổi lấy cá hay lấy tiền cho trẻ em tới trường tại thủ phủ quận là thị trấn Kalabahi trên đảo Alor. Gần đây, sản xuất thạch rau câu quy mô thương mại từ các dạng tảo đỏ cũng được khuyến khích hỗ trợ tại vùng duyên hải phía bắc. Ngành tiểu thủ công nghiệp hạn hẹp tập trung vào kiểu dệt vải ikat có trung tâm tại Baranusa. Du lịch vẫn chưa phát triển, mặc dù người ta đã xây dựng một loạt các bãi lặn nhỏ tại vùng duyên hải phía bắc trong thời gian gần đây.
Tại thời điểm năm 2009, giao thông tới đảo này chỉ có thể thực hiện bằng tàu thuyền đường thủy và vẫn chưa có một chuyến bay nào tới đảo Pantar. Các thuyền gỗ nhỏ có trang bị động cơ thực hiện các hành trình giữa 2 đảo Alor và Pantar mỗi ngày, phục vụ cho các nhu cầu khác nhau. Phà do chính quyền điều hành phục vụ (tới Baranusa) mỗi tuần chạy giữa Kalabahi (Alor) và Larantuka (Flores).